# Boldklubben af 1967
Boldklubben af 1967, mais conhecido como B-67 ou B-67 Nuuk, é um clube desportivo da Groenlândia fundado na cidade de Nuuk em 1967.   
A equipe compete atualmente nas seções de futebol, futsal, badminton e andebol.

## Títulos
- Angutit inersimasut NP:  1993, 1994, 1996, 1997, 1999, 2005, 2008, 2010, 2012, 2013, 2014,  2015, 2018[6], 2023[7], 2024 e 2025